# Jan Palacký (kněz)
Jan Palacký, SJ (* 21. prosince 1937 – 31. prosince 2018) byl český jezuitský kněz, lékař a misionář.

## Život
Narodil se v rodině lékaře, která žila v Uherském Hradišti a v níž vyrůstal se třemi sourozenci. U svého otce obdivoval ochotu pomáhat trpícím. Je vzdáleným příbuzným historika Františka Palackého.
Do jezuitského řádu vstoupil tajně v roce 1956. Pokusil se odejít do Rakouska, u Břeclavi byl však zadržen. Díky svému nízkému věku – bylo mu 18 let – byl odsouzen pouze na pět měsíců. O tři roky později byl však již odsouzen ke čtyřletému trestu odnětí svobody za podvracení republiky, tj. svou účast v tajném společenství v jezuitském řádu. Propuštěn byl díky amnestii již v roce 1960 po sedmi měsících věznění.
Po dokončení noviciátu u jezuitů odjel do Krakova studovat filozofii, což se opět odehrávalo v tajnosti. V začátcích, kdy ho polští jezuité pokládali za provokatéra, mu velmi pomohl pozdější kardinál Stanisław Dziwisz. Do Polska pak Palacký jezdil na zkoušky a konzultace, doma přitom pracoval jako dělník.
Dne 21. srpna 1968 odjel na povolenou dvoutýdenní dovolenou, v zahraničí zůstal 42 let. Nejprve v Římě dokončil svá studia. Tři roky po odjezdu, v závěru roku 1971, byl v Římě vysvěcen na kněze. Díky jeho sympatiím k řeckokatolické církvi se tak stalo v byzantském ritu. Začal pak působit jako kaplan ve velké římské nemocnici, což jej přivedlo na myšlenku vystudovat medicínu. Nemocničním kaplanem zůstal deset let.
V 80. letech byl pak tři roky lékařem v leprosáriích na Madagaskaru, poté rok ve Španělsku. V letech 1989 až 2004 pracoval jako kněz a zároveň lékař v misijní stanici San Francisco de Moxos v Bolívii. Poté se vrátil do Itálie. Necelé dva roky pak ještě pracoval v Albánii.
Od roku 2010 byl členem jezuitské komunity v Brně.